# Westfield Old Orchard

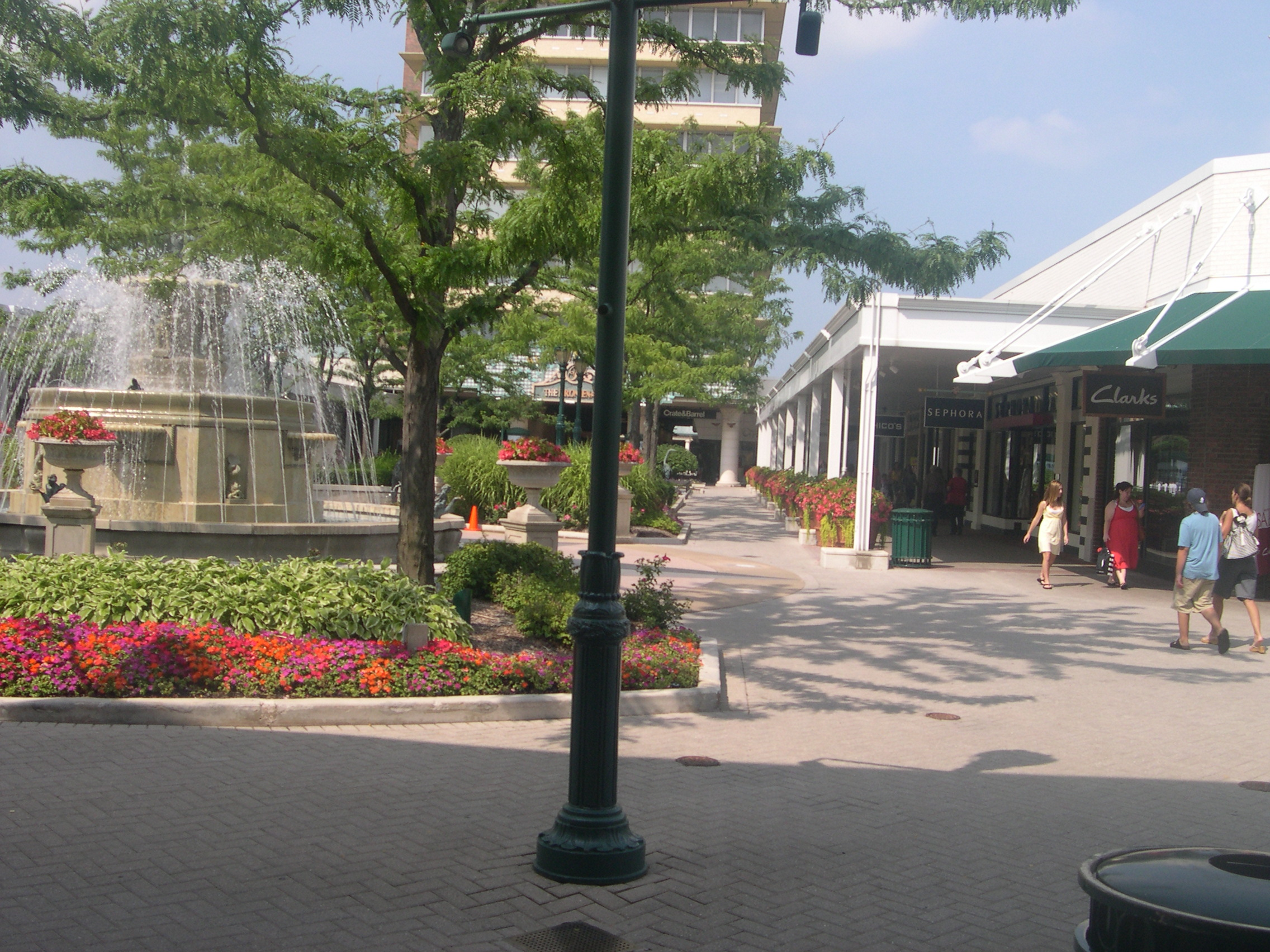

Westfield Old Orchard, anteriormente conocido como Old Orchard Shopping Center, es un lujoso centro comercial al aire libre localizado en Skokie, Illinois. Old Orchad es el tercer centro comercial más grande del estado de Illinois. Sus tiendas anclas son Bloomingdale's, Macy's (anteriormente conocida como Marshall Field's), Lord & Taylor y Nordstrom. Recientemente, el centro comercial pasó por una renovación que costó alrededor de $60 millones de dólares y que concluyó en 2007.
Marshall Field's fue oficialmente cambiada a una tienda Macy's el 9 de septiembre de 2006.
The Westfield Group adquirió el centro comercial en 2002 debido a la quiebra del propietario anterior Urban Shopping Centers, y le cambió el nombre a "Westfield Shoppingtown Old Orchard", quitándole en junio de 2005 la palabra "Shoppingtown" del nombre.
En 2005, Foot Locker y Cold Stone Creamery abrieron por primera vez. En junio de ese mismo año, Saks Fifth Avenue cerró y durante el año siguiente, fue demolido en un esfuerzo por reducir el tamaño del centro comercial y durante se iniciaron más renovaciones. Marshall Field's pasó a llamarse oficialmente Macy's el 9 de septiembre de 2006.
Old Orchard se sometió a una expansión y renovación de 50 millones de dólares y reabrió a fines de 2007. El 4 de octubre de 2008, Zara abrió sus puertas por primera vez.
Hoy en día, Old Orchard alberga más de 170 tiendas y restaurantes.

## Anclas
- Bloomingdale's
- Lord & Taylor
- Macy's
- Nordstrom
- L.L.Bean

## Tiendas famosas
- Abercrombie and Fitch
- Ann Taylor
- Armani Exchange
- Apple Store
- Banana Republic
- Barnes and Noble
- bebe
- Caché
- Chico's
- The Children's Place
- Coach
- Crabtree & Evelyn
- Crate & Barrel
- Express
- Gap
- Guess?
- Hollister Co.
- J. Crew
- Lacoste
- Martin + Osa
- Nike
- Nine West
- Pottery Barn
- Restoration Hardware
- Sephora
- Sony Style
- Talbots
- Tiffany & Co.
- White House Black Market
- Williams Sonoma
- XXI Forever

## Antiguas anclas
- Marshall Field's(cambió en 2006 de nombre a Macy's después de que Federated Department Stores y May Department Stores se fusionaran)
- Montgomery Ward
- Saks Fifth Avenue

## Lista de expansiones
- Abre en 1959 Saks Fifth Avenue.
- En 1978 se expande a una tienda más grande Saks Fifth Avenue.
- Abre en 1979 Lord & Taylor.
- En 1993 se expande a una tienda más grande Lord & Taylor.
- En 1994 abre Nordstrom.
  - 242,000 pies cuadrado (22,500 m²) de nuevo espacio comercial (incluyendo los cines Cineplex Odeon).
  - Estacionamiento de cinco niveles con capacidad para 1,150 vehículos.
- En 1995 abre Bloomingdale's. 
  - 154,000 pies cuadrado (14,300 m²) de nuevo espacio comercial.
  - 600 asiento para un food court.
  - Estacionamiento de seis niveles con capacidad para 2,200 vehículos.

## Amenaza de bomba del 1 de marzo de 2008
En la tarde del 1 de marzo de 2008, la policía de Skokie cerró y evacuó las tiendas Macy's y Nordstrom después de que un sujeto anduviera actuando raro con una mochila que luego la dejó sospechosamente. El Escuadrón Anti Bombas del Condado de Cook fue llamada para buscar la bomba, pero no encontraron nada. 

## En la cultura popular
El centro comercial salió en una escena de The Weather Man, protagonizada por Nicolas Cage, fue filmada en Old Orchard food court.
El centro comercial aparecen "Mean Girls" como "Old Orchard," y el centro comercial aparece en Evanston. En las escenas borradas del DVD de Mean Girls DVD, se pueden ver los vídeos originales del centro comercial.